# Танский, Игнатий
Игнатий Танский (1761, Вышогруд — 15 августа 1805, Издебно) — польский чиновник, поэт, драматург и переводчик; масон.

## Биография
Происходил из мелкопоместной шляхты. Образование получил в иезуитском колледже в Плоцке, в 1771/1772 учебном году перешёл в Collegium Nobilium. В 1781 году (предположительно) стал масоном, с 1784 года был великим секретарём Великого Востока Польши. 
С 1778 года работал клерком департамента полиции Постоянного Совета, а также секретарём депутации по вопросам бунтов в украинских землях и в кабинете иностранных дел. С 1795 года поселился в Пулавах, где стал секретарём Адама Чарторыйского. Написанием сентиментальных стихов и идиллических комедий занимался в свободное от службы время. В 1798 году родилась его дочь Клементина, в замужестве Хоффман, также писательница и переводчица.
В 1790 год издал «Relacyja deputacyi do examinovania sprawy о bunty oskorżonych na seimie 1790 uczyniona». Остальные его произведения напечатаны после его смерти под заглавием: «Wiersze i pisma różne» (1808). Им также было написано либретто к опере «I plotka czasem się przyda» (1802).